# B-теория времени
B-теория времени — термин, обозначающий одну из двух парадигм в философии времени, представленных философом Джоном Мак-Таггартом в его труде «Нереальность времени» (1908).

## Описание
Согласно Мак-Таггарту, время можно охарактеризовать двумя различными, но взаимосвязанными способами. С одной стороны, оно может быть охарактеризовано как прошлое, настоящее или будущее и описано в естественных языках, таких как английский, с помощью временных форм глагола или второстепенных членов предложения (обстоятельство времени). С другой стороны, оно может быть описано в категориях «раньше», «одновременно с» или «позже». Философы, исследовавшие проблему времени, подразделяются на две группы в зависимости от того, каким образом они интерпретируют природу темпоральных событий. Так, философы, отрицающие, что прошлое, настоящее и будущее одинаково реальны, и утверждающие, что будущее не является таким же фиксированным и определённым как прошлое, являются сторонниками A-теории («А-теоретиками» (англ. A-theorists)). К ним относится, в частности, новозеландско-британский философ Артур Приор. В свою очередь, сторонники точки зрения, что прошлое, настоящее и будущее одинаково реальны, именуются сторонниками B-теории («B-теоретиками» (англ. B-theorists)). К их числу принадлежат, например, Д.Меллор и Д.Смарт.
Сторонники B-теории утверждают, что то, что мы знаем гораздо меньше о будущем, чем о прошлом, просто отражает эпистемологическую разницу между будущим и прошлым: будущее не менее реально, чем прошлое, мы просто меньше о нём знаем (Меллор, 1998). Ряд учёных, в частности, американские философы Уиллард Куайн и Хилари Патнэм, высказали точку зрения, что такие физические теории, как специальная теория относительности и квантовая механика обеспечивают достаточно весомую поддержку B-теории.
С другой стороны, сторонники A-теории считают, что приемлемый счёт времени должен обосновать фундаментальную метафизическую разницу между прошлым, настоящим и будущим (Приор, 2003). Разница позиций между А-теоретиками и B-теоретиками часто описывается как спор о временно́м переходе или «становлении» (англ. becoming). B-теоретики утверждают, что это понятие вносит неразбериху в представление о времени, в то время как многие A-теоретики утверждают, что, отвергая понятие «становления», B-теоретики отвергают тем самым наиболее важную отличительную характеристику времени.
Другой характеристикой (хотя и не универсальной) для B-теории является признание четырёхмерности времени, то есть представления, что объекты растянуты во времени так же, как и в пространстве и, наряду с пространственными, имеют и темпоральные части. Это представление иногда называют «онтологией временных слоёв» (Кларк, 1978).
Дискуссия между А-теоретиками и B-теоретиками является своеобразным продолжением спора древнегреческих философов Гераклита и Парменида. Парменид считал, что реальность лежит вне времени и является неизменной. Гераклит, в свою очередь, считал, что мир представляет собой процесс непрерывных изменений; реальность для Гераклита является настолько динамичной и эфемерной, что нельзя «войти дважды в одну и ту же реку». Основные метафизические вопросы, являющиеся предметом споров A-теоретиков и B-теоретиков — реальность прошлого, реальность будущего и онтологический статус настоящего.
B-теория времени также обременена рядом философских проблем. Согласно B-теории, временное становление является субъективным феноменом, и, следовательно, не является объективным признаком реальности. Но если феномен субъективной психики становится особенностью объективной реальности, это приводит к отрицанию В-теории времени. Если же B-теоретик утверждает, что нет временно́го становления психических состояний, то это идет вразрез с опытом. Как отмечал А.Эддингтон, «У нас есть прямое представление о „становлении“, которое отметает всё символическое знание. Если я понимаю понятие существования, потому что я сам существую, то я понимаю понятие „становления“, потому что я сам становлюсь. Это внутреннее Эго всего, что существует и становится».
Темпоральный философ Уильям Крейг отмечает, что B-теория страдает той же непоследовательностью, что и все теории, которые считают время иллюзорным. Буддист может отрицать реальность физического мира, так как иллюзия телесности не влечет за собой физических последствий, но это не работает в случае с временны́м становлением. Шотландский философ Д. Лэрд писал: «Возьмите предполагаемую иллюзию изменения. Это должно означать, что нечто X, по-видимому, изменится, когда на самом деле оно не меняется вообще. Это может быть правдой в отношении X, но как тогда иллюзия должна произойти — если нет никаких изменений в X, то где должно быть изменение? Иллюзия изменения на самом деле является изменением иллюзии. Таким образом, иллюзия изменения подразумевает реальность некоторых изменений. Изменения поэтому непреодолимы, ибо никто не может отрицать появление изменений».